# Crater (Film)
Crater ist ein US-amerikanischer Science-Fiction-Film Abenteuerfilm aus dem Jahr 2023. Regie führte Kyle Patrick Alvarez, das Drehbuch dazu schrieb John Griffin. Premiere hatte der Film am 12. Mai 2023 auf Disney+. Kurz danach, Anfang Juli 2023 hat Disney+ den Film aus dem Streamingangebot aus finanziellen Gründen wieder entfernt. Mit Stand März 2024 ist der Film bei amazon prime gegen Bezahlung zu sehen.

## Handlung
Caleb Channing wuchs in einer lunaren Bergbaukolonie auf. Nun soll er auf den idyllischen, entfernten Planeten Omega umziehen, nachdem sein Vater starb. Mit seinen drei besten Freunden und einer Neu-Angekommenen von der Erde, erfüllt er noch vor seiner Abreise den letzten Wunsch seines Vaters. Sie kapern einen Rover für ein letztes Abenteuer zu einem geheimnisvollen Krater. Dort angekommen sucht Caleb eine Stelle im Boden auf, die ihm sein Vater noch zu Lebzeiten genannt hatte. Unter einer Platte entdeckt er die Kapsel mit der Asche seiner Mutter. Er legt die Kapsel mit der Asche seines Vaters daneben. Bei der Rückfahrt geraten die Freunde in einen Meteoritenschauer. Als Caleb aufwacht, befindet er sich bereits 75 Jahre in der Zukunft, da er die Reise nach Omega im Schlaf verbracht hat, während seine Freunde auf dem Mond ein gutes Leben hatten und zufrieden alt geworden sind.

## Besetzung und Synchronisation
Die deutsche Synchronisation entstand nach einem Dialogbuch und unter der Dialogregie von Heiko Obermöller.
| Rolle                 | Darsteller            | Synchronsprecher        |
| --------------------- | --------------------- | ----------------------- |
| Caleb Channing        | Isaiah Russell-Bailey | Leon Aubrecht-Puciata   |
| Addison               | Mckenna Grace         | Roxana Samadi           |
| Dylan                 | Billy Barratt         | Joris Bendokat          |
| Borney                | Orson Hong            | Patrick Kropp           |
| Marcus                | Thomas Boyce          | Luca Kämmer             |
| Michael               | Kid Cudi              | Heiko Obermöller        |
| Maria Slater          | Selenis Leyva         | Christina Puciata       |
| Junger Caleb Channing | Hero Hunter           | Tom Cesek               |
| Charlie               | Carson Minnear        | Ari Leber               |
| Minenarbeiter         | Michael Papajohn      |                         |
| Erwachsener Dylan     | Brad Davidorf         | Hans-Gerd Kilbinger     |
| Älterer Dylan         | Dann Florek           | Louis Friedemann Thiele |
| Krankenschwester      | Viviana Chavez        | Demet Fey               |

## Rezeption
Der Film erhielt überwiegend positive Kritiken. Bei Metacritic erhielt der Film einen Metascore von 65/100 basierend auf 13 Rezensionen, bei Rotten Tomatoes waren 61 Prozent der 38 Rezensionen positiv.
Der Filmdienst schreibt: „Ein Science-Fiction-Film für Jugendliche, der auf extraterrestrischem Gelände eine klassische Abenteuerstory dezent mit substanziellen Themen wie dem Umgang mit Abschied und Verlusten und einem kritischen Blick auf ungerecht-ausbeuterische Arbeitsverhältnisse unterlegt.“